# Laodamante (figlio di Antenore)
Nella mitologia greca, Laodamante era uno dei figli di Antenore di Troia.
Partecipò alla guerra di Troia comandando un corpo di fanti; cadde in combattimento nel decimo anno di conflitto.